# Ride This Train
Artículo Principal: Discografía de Johnny Cash
Ride This Train es el octavo álbum del cantante country Johnny Cash lanzado en septiembre de 1960 y reeditado en marzo del 2002 con 4 Canciones extras.
Es conocido como uno de los primeros álbumes conceptuales de la historia de la música pop.

## Canciones
1. Loading Coal– 4:58
2. Slow Rider– 4:12
3. Lumberjack– 3:02
4. Dorraine of Ponchartrain– 4:47
5. Going to Memphis– 4:26
6. When Papa Played the Dobro– 2:55
7. Boss Jack– 3:50
8. Old Doc Brown– 4:10

## Extras
1. The Fable of Willie Brown– 1:57
2. Second Honeymoon– 1:57
3. Ballad of the Harp Weaver– 3:50
4. Smiling Bill McCall– 2:06

## Personal
- Johnny Cash - Guitarra, Compositor, Vocalista
- Al Casey - Guitarra
- Luther Perkins - Guitarra
- Johnny Western - Guitarra
- Shot Jackson - Dobro (guitarra de Acero o metal)
- Marshall Grant - Bajo
- Gordon Terry - Violín
- Floyd Cramer - Piano
- Buddy Harman - Percusión